# Zdravka Krstulović
Zdravka Krstulović  (Split, 30. rujna 1940. – Varaždin, 5. prosinca 2003.), bila je hrvatska kazališna, televizijska i filmska glumica, široj publici najpoznatija po ulogama Anđe Vlajine u "Našem malom mistu" i Violete u "Velom mistu".

## Životopis
Zdravka Krstulović je rođena u predratnom Splitu, u blizini Hrvatskog narodnog kazališta. Već u osnovnoj i srednjoj školi bavila se baletom, operetom i glumom.

### Kazalište
Nakon završene Akademije dramskih umjetnosti 1965. godine, kao mlada glumica, a pošto je bila stipendistica splitskog kazališta, ulazi u stalni angažman HNK-a. Glumi u većini predstava i ostvaruje iznimne uloge u "zlatnim danima" splitskog HNK. Neke od najznačajnijih uloga bile su joj: Mare u Fotezovoj "Kati Kapuralici", Kate Aždaja u "Libru Marka Uvodića", Charlotte Corday u "Marat/Sadeu", Ivana Orleanska u "Svetoj Ivani", Helena u "Trojankama", Ismena u Sofoklovoj "Antigoni, Desdemona u "Othellu", Calamity Jane u istoimenome mjuziklu i mnoge druge.
Od 1971. do 1978. bila je bez stalnog angažmana, te nastupa u zagrebačkim kazalištima ITD-u i Teatru u gostima. U Split i splitsko kazalište se vraća 1978. i nastavlja s nizanjem brojnih zapaženih uloga: Glorija u istoimenoj Marinkovićevoj drami, Gemma Polić u "Kamov, smrtopis", Gertruda u Hamletu, Petrunjela u Držićevu "Dundu Maroju", Agneza u Begovićevu "Pustolovu pred vratima", Jokasta u "Edipu", klaun i gospođa Peachum u Brechtovoj "Operi za tri groša" itd.

### Film i televizija
Zdravka Krstulović je u karijeri snimila nekoliko igranih filmova:
- "Inspektor" (1965.)
- "Kako su se voleli Romeo i Julija?" (1966.)
- "Brat doktora Homera" (1968.)
- "Operacija Beograd" (1968.)
- "Bog je umro uzalud" (1969.)
- "Mreže" kao Ana (1972.)
- "Servantes iz Malog mista" (1982.)
- "Zadarski memento" (1984.)
- "Od petka do petka" (1985.)
- "Kontesa Dora" (1993.)

Od televizijskih uloga, dvije su nezaboravne i po njima je publika najviše pamti: Anđa Vlajina u "Našem malom mistu" i Violeta u "Velom mistu". Maestralno je odglumila obje, potpuno različite, uloge, obje iz pera Miljenka Smoje.  Također je glumila i u seriji "Nepokoreni grad".
Glumila je i u seriji "Putovanje u Vučjak" (kao Irma Mondekarica) 1986. – 1987. i "Neuništivi" 1990.

## Nagrade i priznanja
Za svoj je umjetnički rad Zdravka Krstulović dobila niz nagrada, između ostalih: Godišnju nagradu grada Splita 1982.; tri puta Nagradu Hrvatskog društva dramskih umjetnika; nagradu "Ivo Tijardović" za najbolje umjetničko ostvarenje i rad u Hrvatskom narodnom kazalištu Split; nagradu "Emanuel Vidović" za životno djelo u području umjetnosti i druge.
Hrvatski filmski časopis "Hollywood" uvrstio ju je 2005. na 14. mjesto najboljih hrvatskih filmskih glumaca svih vremena. 
U sklopu Mediteranskog ženskog festivala koji se krajem rujna 2019. održao u Splitu, službeno je otkriven prvi ženski mural. Posvećen splitskoj glumici Zdravki Krstulović, s porukom "Ja sam Dalmacija", oslikavala ga je splitska umjetnica Josipa Krolo. Mural se nalazi u splitskom kotaru Gripe, u Ulici slobode na nathodniku pokraj Koteksa.

## Bolest i posljednji dani
Zdravki Krstulović je 1999. godine, nakon posljednje uloge u karijeri u predstavi "Buzdo" u sklopu Splitskog ljeta, dijagnosticirana Alzheimerova bolest. Obitelj ju je sljedeće godine uputila u Dom socijalne skrbi za starije i nemoćne osobe u Varaždinu, gdje je slavna glumica i preminula 5. prosinca 2003. godine.

## Vanjske poveznice
- Zdravka Krstulović u internetskoj bazi filmova IMDb-u (engl.)